# Tērvete
Tērvete (tyska: Hofzumberge) är en småort i Lettland i Zemgallen.
Alberts Kviesis var född och uppvuxen i Tērvete.